# Aphelenchoididae
Famille
Les Aphelenchoididae sont une famille de Nématodes (les Nématodes sont un embranchement de vers non segmentés, recouverts d'une épaisse cuticule et menant une vie libre ou parasitaire).

## Liste des genres
Selon NCBI (11 mars 2021) :
- genre Anomyctus
- genre Aphelenchoides
- genre Basilaphelenchus
- genre Bursaphelenchus
- genre Cryptaphelenchus
- genre Devibursaphelenchus Kakuliya, 1967
- genre Ektaphelenchoides
- genre Ektaphelenchus
- genre Ficophagus
- genre Laimaphelenchus
- genre Lenisaphelenchus
- genre Martininema
- genre Noctuidonema Remillet & Silvain, 1988
- genre Peraphelenchus
- genre Potensaphelenchus
- genre Pseudaphelenchus Kanzaki & Giblin-Davis, 2009
- genre Robustodorus Megadorus Goodey, 1960
- genre Ruehmaphelenchus
- genre Schistonchus
- genre Sheraphelenchus

Selon World Register of Marine Species (11 mai 2024) :
- Acugutturus Hunt, 1980
- Noctuidonema Remillet & Sylvain, 1988
- Vampyronema Hunt, 1993

Selon ITIS (11 mars 2021) :
- genre Aphelenchoides Fischer, 1894

## Taxonomie
Le nom valide complet (avec auteur) de ce taxon est Aphelenchoididae Skarbilovich, 1947.